# Göran Strandberg (1938–2009)
Göran Strandberg, född 2 juni 1938 i Alingsås, död där 14 juni 2009, var en svensk pianist, jazzmusiker, skolledare och musiklärare. 
Göran Strandberg började som jazzpianist under 1950-talet, inspirerad av bland andra Errol Garner och Jan Johansson. År 1966 bosatte han sig i Örebro där han, på ett progressivt sätt tog jazzmusiken in i kyrkan. I början av 1980-talet byggde han som skolledare upp ett nytänkande inom Musikhögskolan i Örebro, där jazz, funk och popmusik fick större utrymme i musikutbildningen än tidigare. År 1985 flyttade han till Uddevalla och satte sin prägel på jazzmusiken där. Under 1980- och 1990-talen arbetade han som musiklärare på Agnebergsgymnasiets musiklinje. I början av 2000-talet kom han tillbaka till sin hemstad Alingsås där han bland annat satte upp Folk och rövare i Kamomilla stad. Han medverkade även under en tid i början av 2000-talet i gruppen Dixieland Society och medverkade på skivan "go marchin' in", som spelades in 2001. I mitten av 2000-talet drog han sig tillbaka på grund av sjukdom.

## Utmärkelser och priser
- 2009 – Bert Levins stiftelse för jazzmusik